# Dzieci z melonem i winogronami
Dzieci z melonem i winogronami – obraz hiszpańskiego barokowego malarza Bartolomé Estebana Murilla powstały w 1. poł. XVII w.
Obraz znajduje się w zbiorach Starej Pinakoteki w Monachium. Został najprawdopodobniej zakupiony w 1698 przez elektora Bawarii Maksymiliana Wittelsbacha.

## Opis
Artysta przedstawił dwóch chłopców jedzących melona i winogrona. Jeden z nich siedzi na ziemi, drugi na drewnianym krzesełku. Jedzący melona trzyma w ręce nóż. U stóp drugiego stoi wiklinowy kosz z winogronami. Chłopcy są dobrze oświetleni. Za nimi znajduje się ciemna, prowokująca łagodny kontrast ściana. Obraz powstał w Hiszpanii.